# The Whistler Sliding Centre

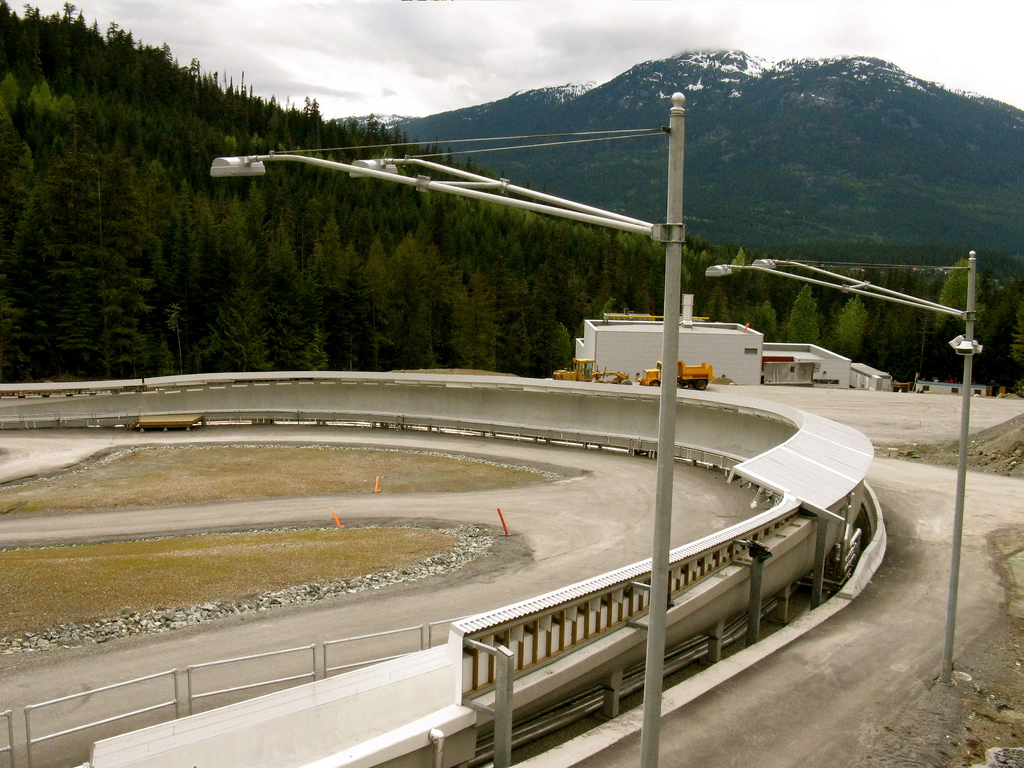
Whistler Sliding Centre em junho de 2008

O Whistler Sliding Centre foi construído em 2005 e serviu como sede dos eventos de bobsleigh, skeleton e luge nos Jogos Olímpicos de Inverno de 2010, em Vancouver.